# Dawid Kenigsberg
Dawid Kenigsberg (Königsberg) (ur. 1891 w Busku [Busk k. Lwowa], zm. ok. 1942) – polski poeta pochodzenia żydowskiego.
Urodził się w Busku k. Lwowa, ukończył szkołę z wykładowym językiem polskim, w którym na początku próbował tworzyć. Biegle znał również grekę, łacinę i język niemiecki, ale jego utwory powstawały w jidysz. Po tragicznych doświadczeniach życiowych razem z żoną odizolowali się od świata zewnętrznego, zakupili niewielkie gospodarstwo w Hanaczowie koło Tarnopola i tam żyli z uprawy roli. Oboje zginęli ok. 1942 podczas akcji wysiedlania Żydów, miejsce ich śmierci nie jest znane.
Dawid Kenigsberg tworzył z dala od literackiego życia ówczesnych poetów żydowskich, tworzył sonety oraz tłumaczył na jidysz utwory pisane wierszem m.in. „Księgę pieśni” Heinricha Heinego oraz „Pana Tadeusza” Adama Mickiewicza. Sonety Dawida Kenigsberga ukazały się w trzech tomikach:
- „Lider” (Wiersze) (Lwów 1912);
- „Soneten” (Sonety) (Lwów 1913);
- „Hundert soneten” (Sto sonetów) (Wiedeń 1921).